# Brusnice brusinka
Brusnice brusinka (Vaccinium vitis-idaea) je rostlina z čeledi vřesovcovitých. Plodem této rostliny je brusinka, která dala jméno celé rostlině. Jako další brusnice roste v kyselých, na minerály chudých půdách, konkrétně na svazích kopců a hor jehličnatých lesů, na vřesovištích i rašeliništích v mírném pásu severní polokoule.

## Lidové názvy
Kyselinka, kalina, kalinka, brusinka, červená borůvka

## Stavba těla
Brusnice brusinka je plazivý keřík dorůstající do výšky 15–25 cm. Nadzemní stonek i rozvětvený oddenek má zdřevnatělý. Na zelených ojíněných větvičkách rostou 10–25 mm vejčité listy. Svrchní strana listu je zbarvena tmavozeleně leskne se, spodní strana je šedomodrá až šedozelená a matová. Listy mají postavení na stonku střídavé a vyskytují se celoročně.
Květy v květenství hroznu rostou na krátkých stopkách. Barva květu je bílá přes narůžovělou do růžové. Koruna okvětí je zvoncovitá se čtyřmi korunními lístky, kalich okvětí je pouze blanitý s pěti květními lístky, trojúhelníkovou čnělkou a 8–10 tyčinkami. Kvete od května do července.
Plody – brusinky, jsou červené (dozrávají z bílých až průhledných) bobule o průměru 5 až 8 mm. Jsou jedlé, kyselé nahořklé, dozrávají v srpnu až říjnu.

## Význam
Brusinky se zpracovávají v potravinářství jako čerstvé, sušené, v podobě marmelád a podobně. Průmyslově se zpracovávají jako "brusinky" nejen plody brusnic, ale i jim příbuzných pěstovaných druhů a rodů, nejčastěji z dovozu. Příkladem je klikva velkoplodá (Oxycoccus macrocarpus), pěstovaná v Severní Americe a klikva bahenní (Oxycoccus palustris), dovážená například z Polska, které nejsou botanicky pravými brusnicemi. Bobule klikvy má rovněž červenou barvu velikosti přes 1 cm a také se dobře hodí pro pěstování. Čeština často výrazem brusinky stejně jako angličtina cranberries nerozlišuje mezi brusnicí brusinkou, dalšími kyselými brusnicemi a zmíněnou klikvou; klikva se dá např. poznat, pokud je na štítku potravinářského výrobku, kromě českého názvu, název např. polský: Żurawina, německý: Gewöhnliche Moosbeere nebo jen Moosbeere nebo ruský: Клюква (Kljukva).

## Použití
- V lidovém léčitelství – zná listy brusinek jako složky čajových směsí s močopudným a dezinfekčním účinkem, jako prostředek pomáhající při průjmech, některých nemocech žlučníku i léčbě cukrovky.
- Extrakty z brusnice se využívaní ve farmaceutickém průmyslu. Přidává se do doplňků stravy určeným na léčbu problémů s močovým ústrojím.

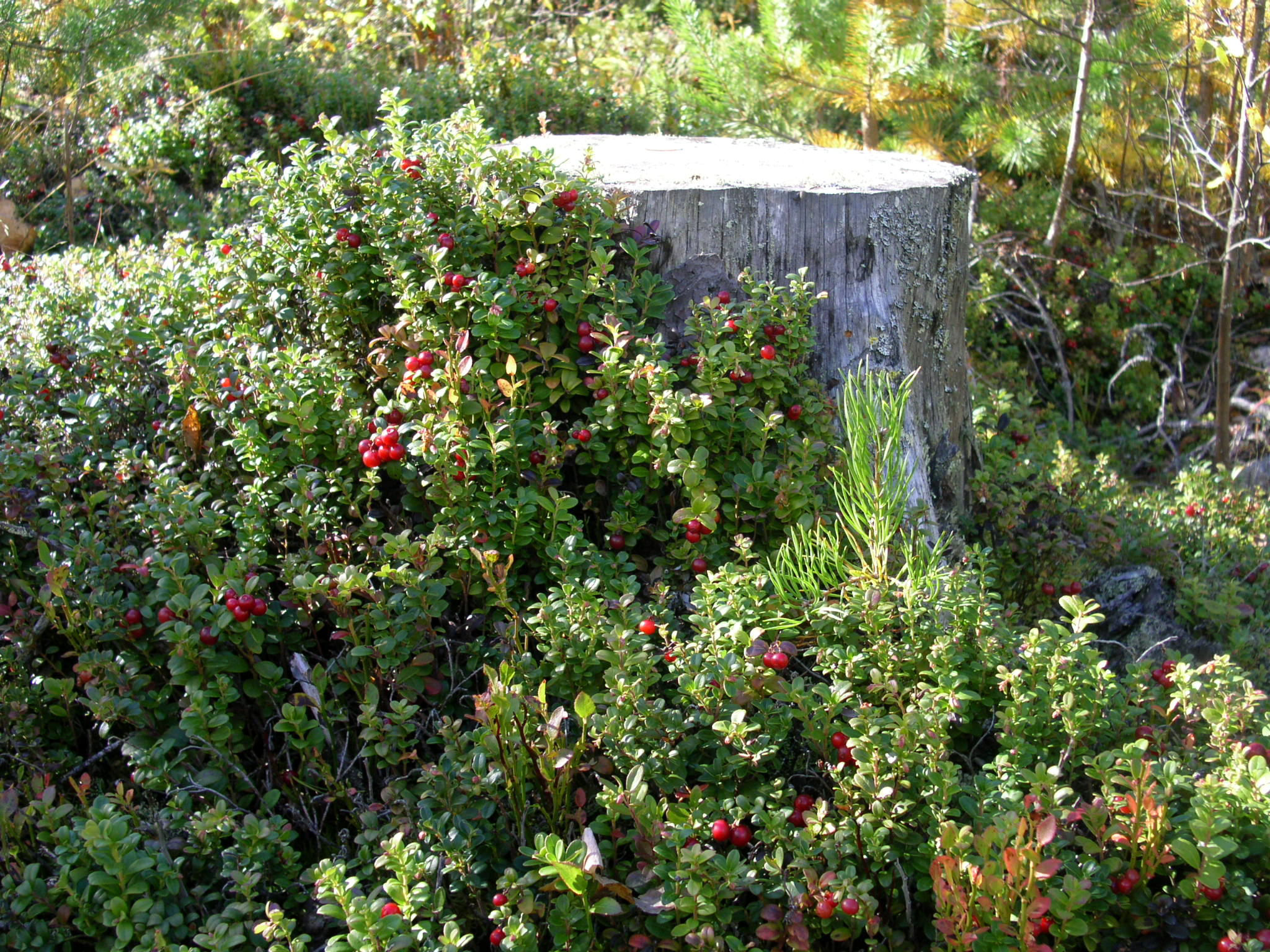
Brusinka u pařezu
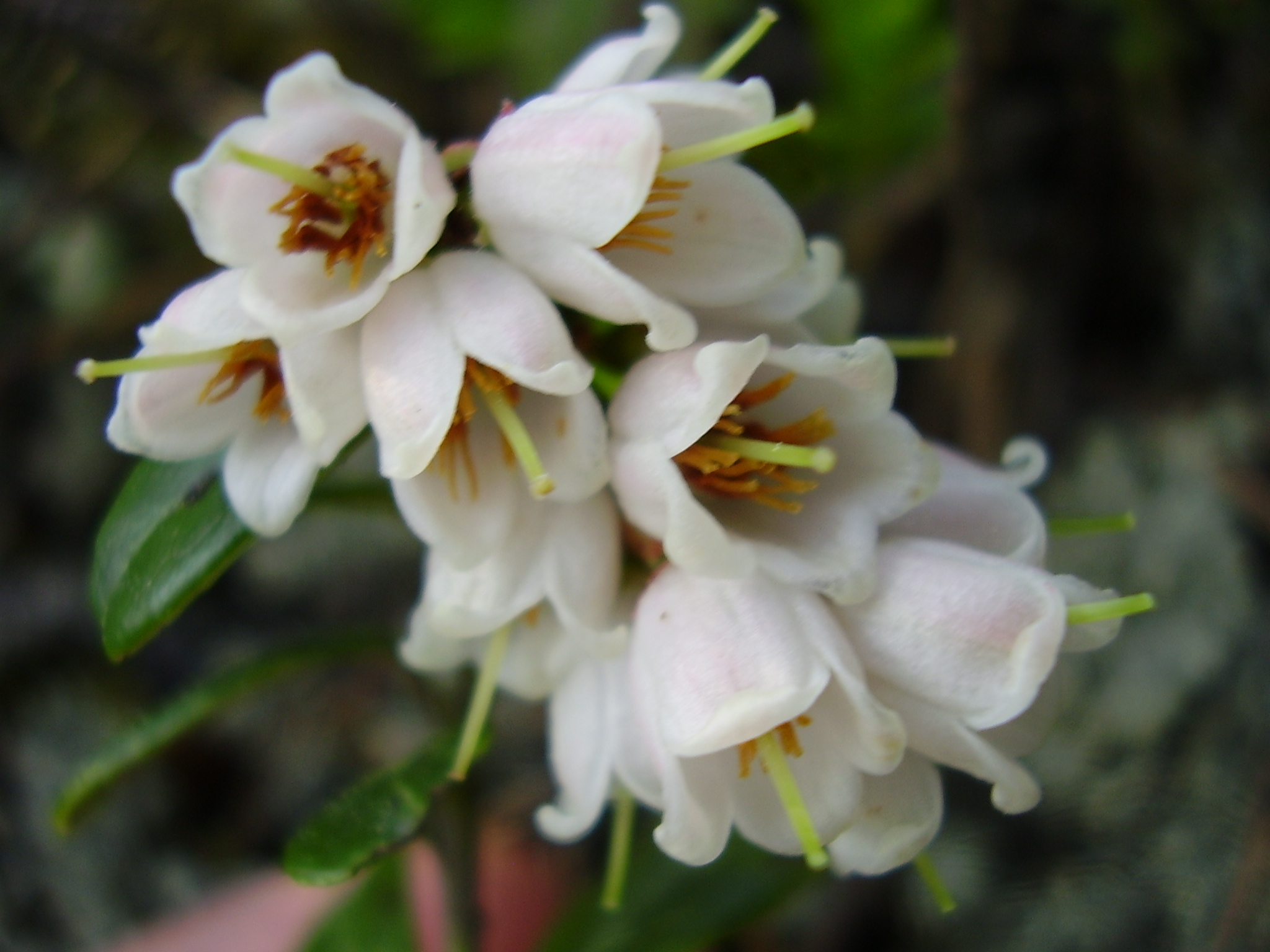
Květy brusinky
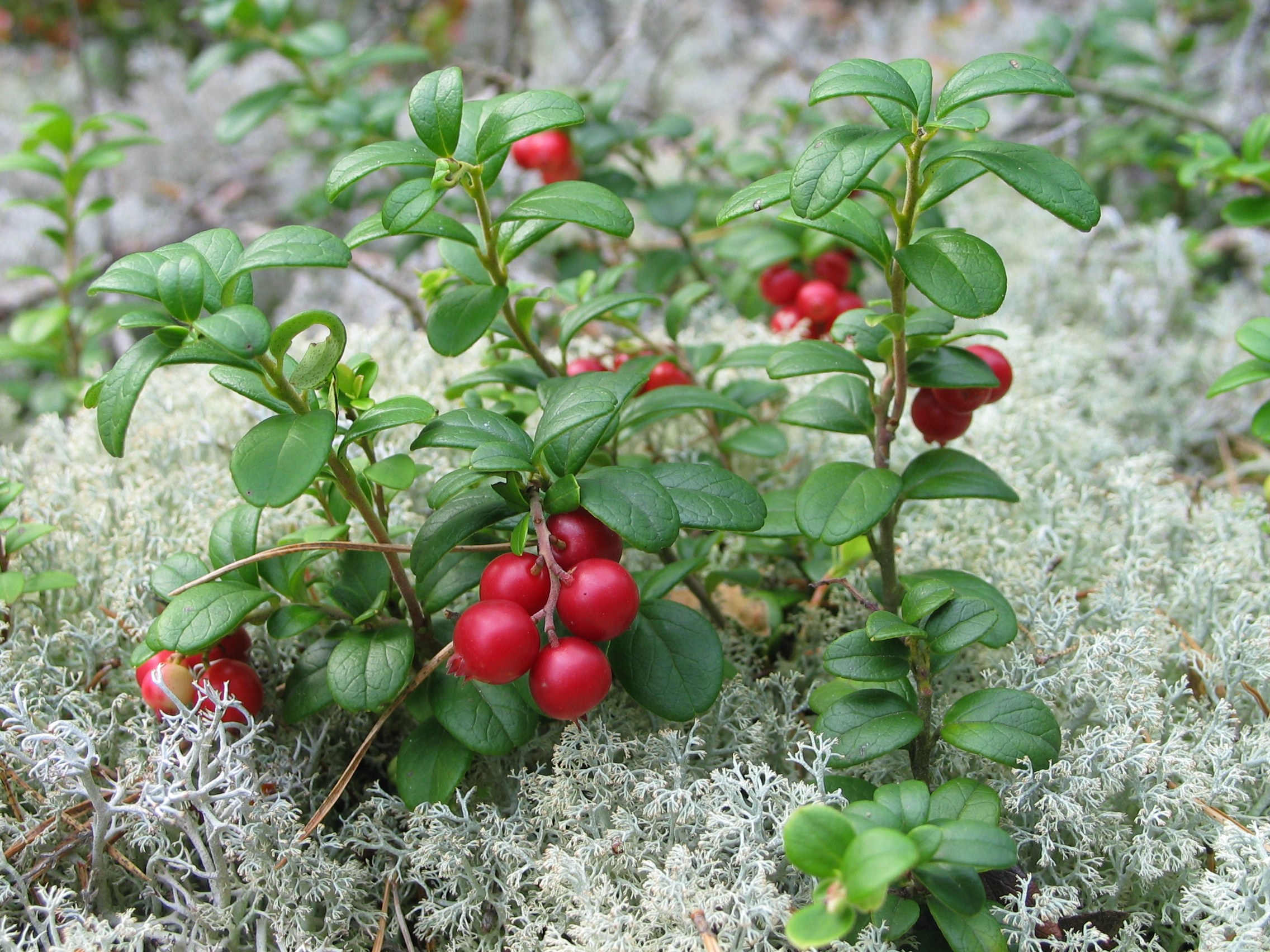
Brusinka – keřík s plody